# Illa del Cap Bretó
|  | Aquest article tracta sobre l'illa del Canadà. Vegeu-ne altres significats a «Capbreton». |

L'illa del Cap Bretó (en anglès Cape Breton Island; en francès île du Cap-Breton, però antigament île Royale; en gaèlic escocès Eilean Cheap Bhreatainn; en llengua micmac Únamakika) és una illa de la costa de l'Atlàntic d'Amèrica del Nord.
L'illa del Cap Bretó és part de la província de Nova Escòcia, part del Canadà. Malgrat estar físicament separada de la península de Nova Escòcia per l'estret de Canso, està connectada al continent americà a través d'una carretera sobre un istme artificial. L'illa, amb una superfície de 10.311 km², està localitzada al nord-est de la península, amb les costes occidentals i septentrionals banyades pel golf de Sant Llorenç i les costes meridionals i orientals banyades per l'oceà Atlàntic i l'estret de Cabot. Un dels llacs d'aigua salada més grans del món (el Bras d'Or) domina el centre de l'illa.
Administrativament està dividida en quatre comtats, dels divuit que conté Nova Escòcia. S'anomenen Cape Breton, Inverness, Richmond, i Victoria. La població total al cens de 2001 era de 147.454, aproximadament el 16% de la província. L'illa del Cap Bretó ha experimentat un declivi de població d'aproximadament el 6,8% des del cens anterior de 1996. Aproximadament el 72% dels habitants de l'illa es concentren al Cape Breton Regional Municipality (CBRM) que inclou tot el comtat de Cape Breton i és referit sovint com a Industrial Cape Breton, donada la seva història de mines de carbó i fabricació d'acer.
L'illa té cinc reserves índies de la Nació Mi'kmaq, que són: Eskasoni, Membertou, Wagmatcook, We'kopaq/Waycobah, i Potlotek/Chapel Island. Eskasoni és la més gran. Aquest poble indígena representa un 3,6% de la població total de l'illa.
Va ser descoberta pels europeus l'any 1497 en l'expedició de Giovanni Caboto. Portugal, cap a 1520, hi va establir una petita base de pesca de la qual se'n tenen notícies fins al 1570. Posteriorment va ser una colònia de l'Acàdia francesa fins que va ser cedida al Regne de la Gran Bretanya pel Tractat de París (1763).
El primer assentament escocès es va establir el 1755 amb persones que parlaven la llengua gaèlica escocesa i aquest idioma s'ha mantingut entre els descendents d'escocesos.